# 에버 스마트볼
에버 스마트볼(Ever Smart Ball)은 KT테크가 2010년 10월 1일에 출시한 스마트폰이다. 중화민국의 폭스콘에서 개발한 스마트폰을 KT테크가 제조사 설계 생산(ODM) 방식으로 수입하고 판매한 제품으로서, KT테크가 고기능 전략폰 출시에 앞서 보급형 시장에서의 가능성을 타진하기 위해 출시했다. 3.2인치 320 × 480 (HVGA)급 디스플레이와 500만 화소의 카메라를 갖추고 있으며, 하단에 작은 트랙볼을 장착하고 있는 것이 특징이다.

## 논란
제조사인 KT테크가 스마트볼에 대해 안드로이드 2.2로 업그레이드를 하는 계획이 없는 것에 대해 소비자들의 비판이 있었다. 이에 대해 KT테크는 자사가 직접 개발한 제품이 아니라 폭스콘과 제조사 설계 생산 방식으로 생산되고 도입된 단말기이기 때문에 업그레이드 진행이 어렵고 판매량이 적기 때문에 업그레이드 계획이 없다고 밝혔다.